# Twist (dans)

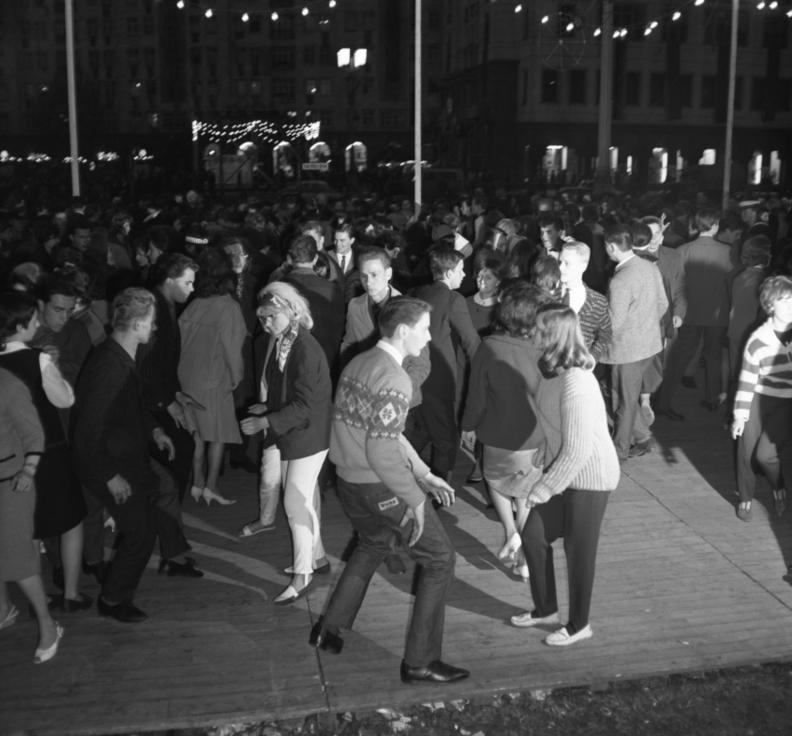
Jongeren twistend in Berlijn anno 1964

De twist is een dans die ontstond in het begin van de jaren 1960.
Bij de twist (van het Engels: draaien) wordt door het bovenlichaam een draaiende beweging gemaakt, waarbij de gebogen armen worden opgetild. Ondertussen maakt het onderlichaam een tegengestelde beweging. Men dient daarbij tegelijk de benen iets gebogen te houden (alsof men een beetje hurkt). Ieder danst individueel; de dansers raken elkaar niet aan.
Hank Ballard bracht met zijn band Hank Ballard and the Midnightersin 1959 al een single uit die The Twist heette, maar pas toen Chubby Checker het nummer coverde en er ook een specifieke dans bij ontwikkelde, groeide de twist uit tot een rage. Verschillende zangers brachten hun eigen twistnummers uit, waaronder Checker zelf met Let's Twist Again, Sam Cooke met Twistin' the Night Away en The Isley Brothers met Twist and shout.